# Elise M. Boulding
Elise M. Boulding   (Oslo, 6 de juliol de 1920 - Needham, 24 de juny de 2010) va ser una sociòloga estatunidenca d'origen noruec, pionera en el camp dels estudis per a la pau i resolució de conflictes.
Es graduà al Douglass College i el 1969 obtingué el doctorat a la Universitat de Michigan, i posteriorment ensenyà a la Universitat de Colorado i a Dartmouth. Va formar part de la Societat Religiosa d'Amics (quàquers) i liderà la Lliga Internacional de Dones per la Pau i la Llibertat, entre d'altres. De caràcter marcadament pacifista, estudià durant anys la tasca de les ONG i els moviments culturals dels països del sud global.
El 1990 va estar nominada al Premi Nobel de la Pau. La seva obra més important és Cultures of Peace: The Hidden Side of History (2000).
Va estar casada amb l'economista i poeta Kenneth Boulding, amb qui treballà en la investigació per a la pau.